# براندان ريد
براندان ريد (بالإنجليزية: Brendan Reed)‏ هو مغن مؤلف ومغني أمريكي، ولد في 21 مارس 1978 في ويليامزبرغ في الولايات المتحدة.

## وصلات خارجية
- الموقع الرسمي
- براندان ريد على موقع ميوزك برينز (الإنجليزية)
- براندان ريد على موقع ديسكوغز (الإنجليزية)